# Diadocidia macrosetigera
Diadocidia macrosetigera är en tvåvingeart som beskrevs av Jaschhof 2007. Diadocidia macrosetigera ingår i släktet Diadocidia och familjen slemrörsmyggor. Inga underarter finns listade i Catalogue of Life.